# Chrysso fanjingshan
Chrysso fanjingshan là một loài nhện trong họ Theridiidae.
Loài này thuộc chi Chrysso. Chrysso fanjingshan được miêu tả năm 2006 bởi Da-xiang Song, Zhang & Zhu.